# Ете ла Совен
Ете ла Совен (фр. Etais-la-Sauvin) насеље је и општина у источном делу централне Француске у региону Бургоња, у департману Јон која припада префектури Осер.
По подацима из 2011. године у општини је живело 676 становника, а густина насељености је износила 15,09 становника/km². Општина се простире на површини од 44,79 km². Налази се на средњој надморској висини од 254 метара (максималној 365 m, а минималној 178 m).

## Демографија
| 1962. | 1968. | 1975. | 1982. | 1990. | 1999. | 2011. |
| ----- | ----- | ----- | ----- | ----- | ----- | ----- |
| 810   | 882   | 787   | 754   | 696   | 692   | 676   |

График промене броја становника у току последњих година